# Henry Haversham Godwin-Austen
Henry Haversham Godwin-Austen (Teignmouth, 6 luglio 1834 – Teignmouth, 2 dicembre 1923) è stato un geodeta, geologo e naturalista britannico.

## Biografia

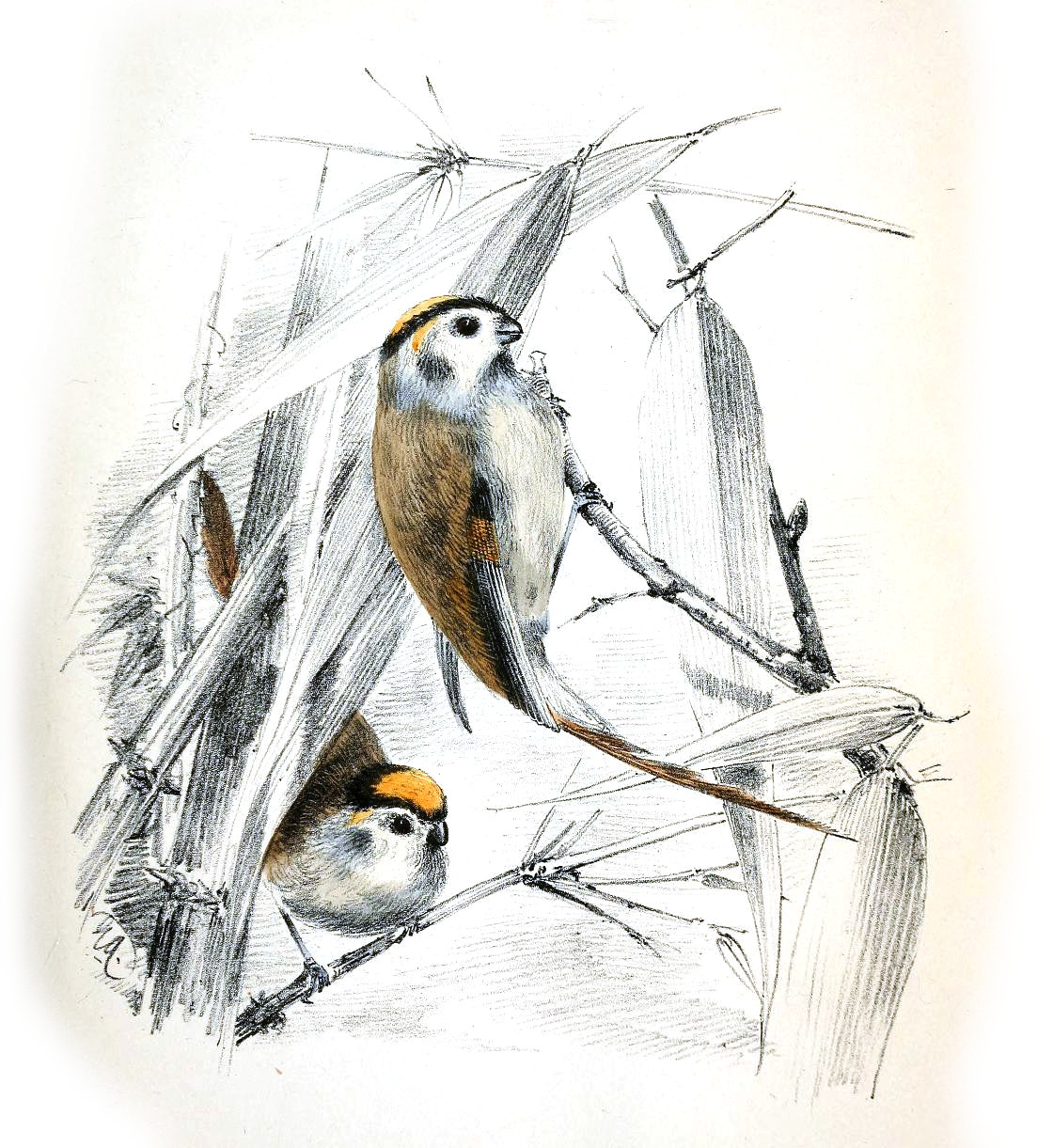
Illustrazione di Henry H. Godwin-Austen di Paradoxornis nipalensis, da lui descritto come Suthora daflaensis.

Henry Haversham Godwin-Austen esplorò le montagne della catena himalayana e operò con il ruolo di geometra esperto per mappare i ghiacciai alla base del K2, talvolta chiamato anche «monte Godwin-Austen» in suo onore. Attraversò a piedi, tra l'altro, il ghiacciaio del Baltoro.
Henry Haversham Godwin-Austen dispose dei titoli di tenente colonnello, di fellow della Royal Society (FRS), della Zoological Society of London (FZS), della Royal Geographical Society (FRGS) e di membro della British Ornithologists' Union (MBOU).